# Hagenow
Hagenow est une ville d'Allemagne du land de Mecklembourg-Poméranie-Occidentale et une commune de l'arrondissement de Ludwigslust-Parchim en Poméranie-Occidentale-de-l'Est.
La vieille cité de Hagenow est restaurée notamment sur la Lange Straße et la Lindenplatz.
L'église Stadtkirche, construite en 1875-1879 a un style néo-classique. Le musée historique de la ville (Stadtmuseum) est situé dans une vieille maison à colombage typique du XVIIIe siècle.
Hagelow est le chef-lieu d'un "amt", une subdivision de l'arrondissement de Ludwigslust.

## Personnalités liées à la ville
- Maria Kraus-Boelté (1836-1918), éducatrice américano-allemande née à Hagenow.
- Walter Kadow (1900-1923), enseignant né à Hagenow.
- Stefan Nimke (1978-), coureur cycliste né à Hagenow.

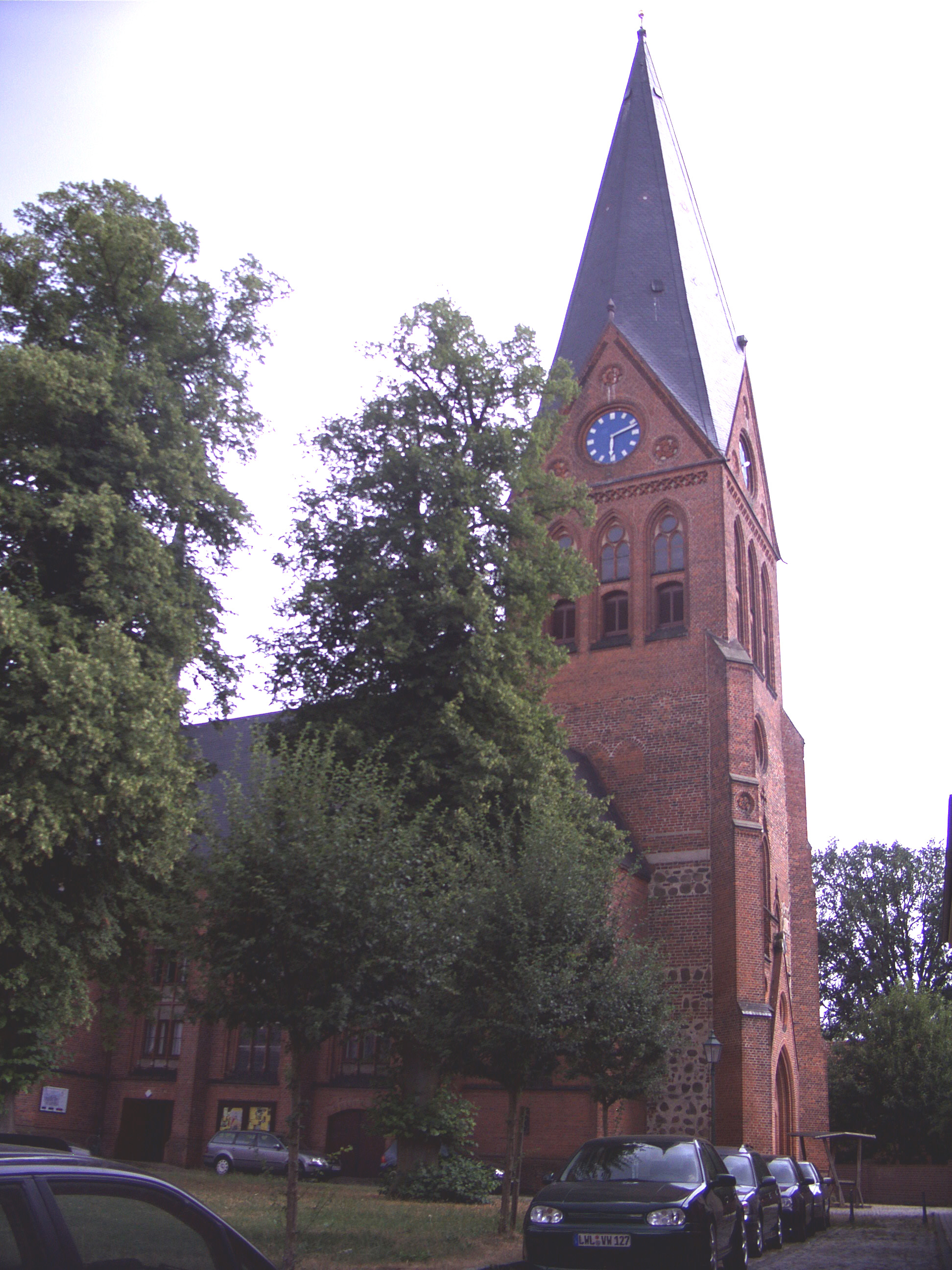
L'église Stadtkirche de Hagenow

## Jumelage
- Mölln (Allemagne) depuis le 2 octobre 1990[1]